# دوست دوست من
دوستِ دوست من (فرانسوی: L'Ami de mon amie‎) که در کشورهای انگلیسی‌زبان با نام‌های دیگری همچون دوست‌پسرها و دوست‌دخترها (انگلیسی: Boyfriends and Girlfriends) و دوست‌پسرِ دوست‌دخترِ من (انگلیسی: My Girlfriend's Boyfriend) هم شناخته می‌شود، یک فیلم عاشقانه کمدی-درام به کارگردانی اریک رومر است که در سال ۱۹۸۷ منتشر شد. از بازیگران این فیلم می‌توان به امانوئل شوله اشاره کرد.
عنوان این فیلم اشاره‌ای به این ضرب‌المثل فرانسوی است که «دوستِ دوست من، دوست من هم هست.» (Les amis de mes amis sont mes amis).